# جدار البحر العملاق جاكرتا
جدار البحر العملاق جاكرتا (بالإندونيسية: Tanggul Laut Raksasa Jakarta) هو جزء من مشروع ضخم للتطوير الساحلي في جاكرتا عاصمة إندونيسيا، والذي بدأ في عام 2014 ومن المتوقع أن يتحقق بحلول عام 2025. يشمل مشروع التطوير الساحلي بناء جدار بحري على طول الساحل، وبناء خزان للمياه، واستصلاح الأراضي. تم إطلاق جزء 8 كم من الجدار البحري على طول الساحل رسميًا في 9 أكتوبر 2014.

## خلفية
العاصمة جاكرتا عرضة للفيضانات، خاصة خلال موسم الرياح الموسمية. في عام 2007 عانت المدينة من الفيضانات الكارثية التي أسفرت عن 76 حالة وفاة ونصف مليون من ضحايا الفيضانات من النازحين أو المتضررين بطريقة أو بأخرى. تقع جاكرتا على حوض منخفض مسطح 23 قدم فوق مستوى سطح البحر. 40 في المئة من ذلك خاصة المناطق الشمالية تحت مستوى سطح البحر. نظرًا لاستخراج المياه الجوفية المستمر وضغط تطورات ناطحات السحاب إلى جانب الفيضانات، تغرق جاكارتا أيضًا بمعدل يتراوح بين 5 و10 سنتيمترات في السنة، وتصل إلى 20 سم. من عام 2000 إلى عام 2050 من المتوقع أن يزداد نطاق الفيضان الساحلي المحتمل بمقدار 110.5 كم2 بسبب هبوط الأرض وارتفاع مستوى سطح البحر. لحل المشكلة تم إجراء دراسة جدوى لبناء سد على خليج جاكرتا. يُعرف المشروع باسم الخطة الرئيسية للتطوير الساحلي للعاصمة الوطنية المتكاملة أو المشروع العملاق لجدار البحر بجاكرتا. المشروع الذي يضطلع أيضًا بمهمة إعادة تنشيط الخط الساحلي والأهم من ذلك تقديم رؤية مستقبلية للعاصمة الإندونيسية، تم تصميمه من قبل شركة الهندسة المعمارية كويبر كومبانغوس في روتردام وبالتعاون بين إندونيسيا ومجموعة من الشركات الهولندية، والتي شاركت جميعها في وضع الخطة الرئيسية التي بدأت في عام 2008.

## الخطة الوطنية للتنمية المتكاملة
بالنسبة لمشروع الخطة الوطنية للتنمية المتكاملة لرأس المال الوطني، يتضمن المركز القومي للإنشاء والتعمير إنشاء جدار بحري عملاق شمال الخليج مباشرة في جاكرتا كإجراء لحماية المدينة من الفيضانات من البحر. داخل هذا الجدار سيتم إنشاء بحيرات كبيرة لتدفق العازلة من الأنهار الثلاثة عشر في جاكرتا. سيتم بناء هذا الجدار البحري العملاق على شكل جارودا (الطائر الأسطوري الكبير الذي يعد رمزًا وطنيًا لإندونيسيا) ومن المتوقع أن يصبح هيكلًا مبدعًا. سوف يستغرق إنشاء هذا الجدار 10 إلى 15 سنة. سيتم تعزيز السدود الحالية في ما بين الأوقات. بعد الانتهاء من المشروع سيصبح خليج جاكرتا خزان مياه محاط بجدار البحر العملاق وسيصبح في نهاية المطاف مصدرًا للمياه النظيفة للمدينة بأكملها. تقدر تكلفة المشروع بحوالي 40 مليار دولار أمريكي.
للمشروع الضخم مرحلتان هما:
- تعزيز السواحل الساحلية الحالية على طول 30 كيلومترا، وبناء 17 جزيرة اصطناعية في خليج جاكرتا. تم إطلاق هذه المرحلة الأولى في أكتوبر 2014.
- جدار البحر العملاق. السد العملاق بعرض 32 كم والذي يشمل المطار والميناء والمنطقة السكنية والمنطقة الصناعية ومعالجة النفايات وخزان المياه والمناطق الخضراء على مساحة حوالي 4.000 هكتار.

سيصبح الجدار البحري العملاق مركزًا للتطوير الحضري، والذي سيتم بناؤه من خلال استثمارات الشراكة الخاصة. يشمل التطوير الحضري مكاتب ومساكن راقية بالإضافة إلى مساكن منخفضة التكلفة ومناطق خضراء وشواطئ. ستشمل المدينة المتكاملة الجديدة المطلة على الواجهة البحرية 17 جزيرة اصطناعية، مكتملة بطرق الطرق، والسكك الحديدية، والميناء البحري، وينبغي أن تكون قادرة على استيعاب ما يقرب من مليوني شخص. قد يصل طول الجدار البحري العملاق إلى 32 كم من تانجيرانج إلى ميناء تانجونج بريوك.

## الجدل
لا يخلو المشروع من الآثار البيئية السلبية والعواقب الاجتماعية، فقد وجدت إحدى الدراسات التي أجرتها وزارة الشؤون البحرية ومصايد الأسماك في إندونيسيا أن المشروع بمجرد تنفيذه يمكن أن يؤدي إلى تآكل الجزر في الجزء الغربي من خليج جاكرتا، ويدمر الشعاب المرجانية. ويؤدي إلى ركود المياه الملوثة خلف جدار البحر. تم رفض إمكانية حدوث هذه النقطة الأخيرة من قبل الخبراء الهولنديين، وعلى العكس من ذلك أكدوا أنه نظرًا لأن مياه المدينة ستتم معالجتها، فإن الأنهار سوف تصب المياه النظيفة في الخليج.
قوبل برنامج الاستصلاح أيضاً بمعارضة العديد من المجموعات البيئية والصيادين. قدم المنتدى الإندونيسي للبيئة والائتلاف الشعبي من أجل العدالة لمصايد الأسماك في إندونيسيا (كيارا) نداء لوقف أعمال البناء في جزيرة ج، وهي واحدة من 17 جزيرة سيتم إنشاؤها ولكن المحكمة العليا رفضت الاستئناف. تم حظر أعمال البناء في مشروع استصلاح جاكرتا مؤقتًا من قبل الحكومة المركزية في عام 2016 للمطالبة بتنفيذ العديد من المتطلبات. ومع ذلك تم رفع الحظر في أكتوبر 2017. إذا فشلت الجدران البحرية الكبيرة في إغلاق مياه البحر أو تم تعليق المشروع أو تأجيله بسبب الاضطرابات الاقتصادية أو الصعوبات الهندسية أو التأثير البيئي أو القرارات السياسية، وافتراض أن الجهود المبذولة للحد من هبوط الأراضي لن تنفذ، فإن وسط مدينة جاكرتا سيصبح في النهاية مغمورة.